# Adlai Stevenson III
Adlai Ewing Stevenson III, född 10 oktober 1930 i Chicago, Illinois, död 6 september 2021 i Chicago, var en amerikansk demokratisk politiker. Han representerade delstaten Illinois i USA:s senat 1970–1981. Fadern Adlai Stevenson II var guvernör i Illinois och USA:s FN-ambassadör. Hans farfarsfar Adlai Stevenson I var USA:s vicepresident 1893–1897.
Stevenson avlade 1952 grundexamen vid Harvard, deltog i Koreakriget som löjtnant i USA:s marinkår och efter kriget avlade sedan 1957 juristexamen vid Harvard Law School. Han praktiserade som advokat i Chicago och tjänstgjorde som delstatens finansminister (Illinois State Treasurer) 1967–1970.
Senator Everett Dirksen avled 1969 i ämbetet och Ralph Tyler Smith blev utnämnd till senaten. Stevenson besegrade Smith i fyllnadsvalet 1970 med omval 1974. Han efterträddes 1981 som senator av Alan J. Dixon.